# L'Amour la poésie
L'Amour la poésie est un recueil de poèmes du poète surréaliste français Paul Éluard paru en 1929. 
Aujourd'hui édité dans la collection Poésie/Gallimard sous la même couverture que Capitale de la douleur, il comprend entre autres le poème qui commence par ce vers devenu célèbre : « La terre est bleue comme une orange ».

## Présentation

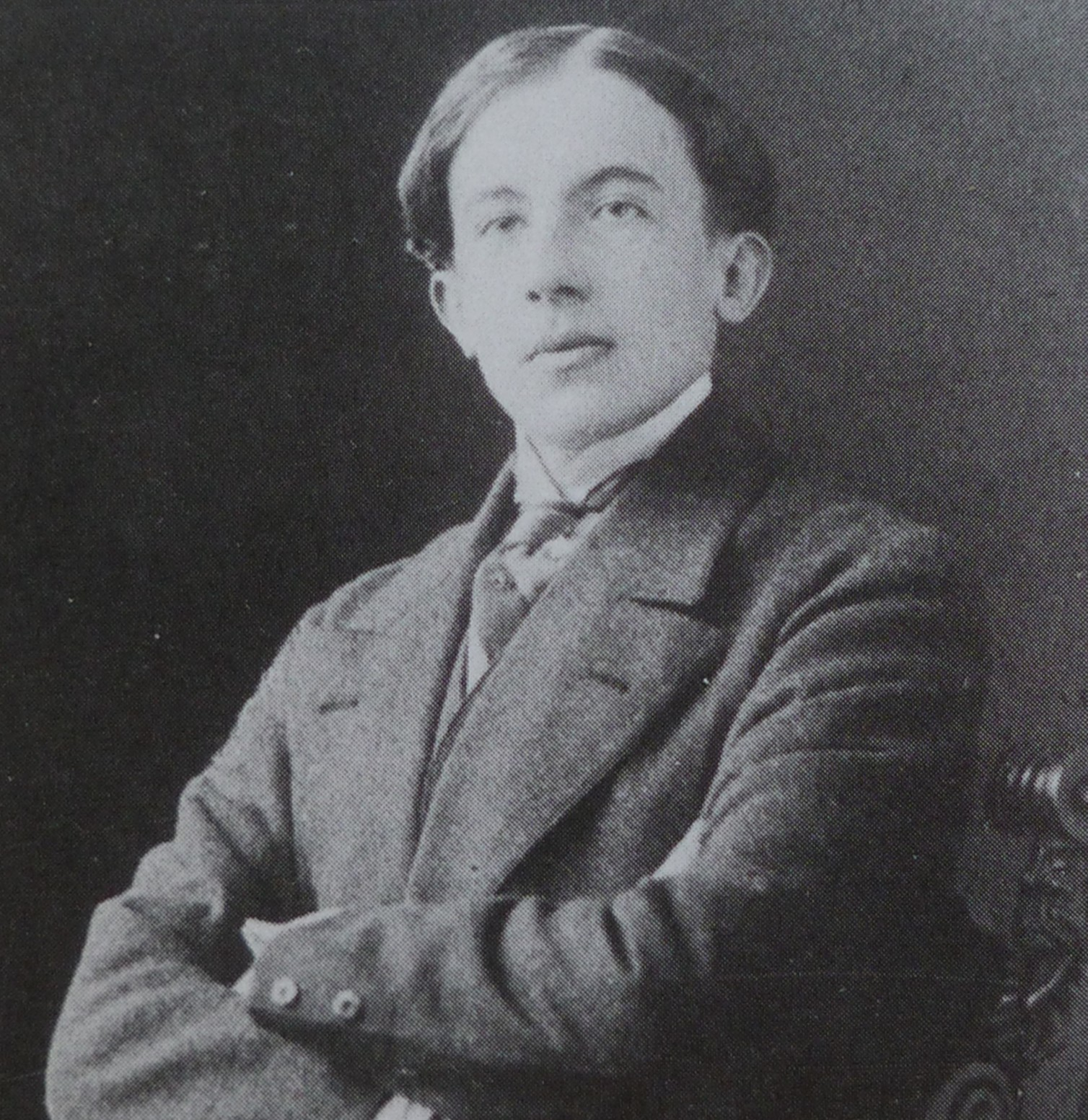
Paul Éluard vers 1911 (15 ans).

En 1928, malade, Paul Eluard repart dans un sanatorium avec Gala, où ils passent leur dernier hiver ensemble. C'est à ce moment que Gala, qui était ouvertement la maîtresse de Max Ernst rencontre Salvador Dalí et quitte le poète pour le peintre. Paul Éluard dit à Gala : « Ta chevelure glisse dans l'abîme qui justifie notre éloignement. » Peu après, il fait la connaissance de Maria Benz, une artiste de music-hall d'origine alsacienne surnommée « Nusch » avec qui il se marie en 1934. C'est dans ce contexte qu'est composé ce recueil.

## Adaptation musicale
L'œuvre de la compositrice finlandaise Kaija Saariaho Grammaire des rêves (1988–89) pour deux chanteuses et cinq instruments a pour livret un montage consistant principalement en  poèmes de L'Amour la poésie : « Je te l'ai dit pour les nuages », « Les corbeaux battent la campagne » et « Mon amour pour avoir figuré mes désirs ».